# Севільський Алькасар
Севі́льський Алькасар (ісп. Reales Alcázares de Sevilla) — королівський палац (алькасар) у місті Севілья (Андалусія, Іспанія), збудований в класичному середньовічному мавританському стилі мудехар. Палац є видатним прикладом стилю мудехар на Піренейському півострові, а також включає секції з елементами готики та ренесансу. Верхні поверхи Алькасара досі займають члени королівської сім'ї, коли вони відвідують Севілью, і знаходяться під управлінням Національного надбання. У 1987 році Алькасар був зареєстрований ЮНЕСКО як об'єкт Світової спадщини, разом з прилеглими Севільським собором і Генеральним архівом Індій. 

## Історія
Спочатку був фортом маврів, кілька разів розширювався. Перший палац побудований династією Альмохадів. Велика частина сучасного комплексу побудована на руїнах арабської фортеці королем Кастилії Педро I, початок будівництва відносять до 1364. Палац є одним з найкращих збережених прикладів мудехарської архітектури. Додані пізніше (в період правління Карла V) готичні елементи контрастують з домінантним ісламським стилем.
Протягом майже 700 років це був палац іспанських королів. Верхні покої Алькасару й нині використовуються королівською родиною як офіційна резиденція в Севільї.
За розмірами севільський Алькасар поступається ансамблю Альгамбра в Гранаді. Вигадливі підлоги, стелі та стіни являють собою майстерні твори, що досягають найбільших висот витонченості та розкоші в кімнаті Карла V і в Посольському залі (ісп. Salón de Embajadores).
Дівоче патіо (ісп. Patio de las Doncellas) відоме своїми фризами, кахлями та ліпниною. Загальне відчуття елегантного літнього притулку доповнюють гарно пострижені сади із запашними трояндами та апельсиновими деревами вздовж алей.